# 알GIF
알GIF는 서비스가 중단된 이스트소프트의 알툴즈의 제품 중 하나이다. GIF 포맷으로 된 애니메이션 파일을 제작해주는 프로그램이었다.
2002년경 베타 버전을 출시한 것이 처음이었으며, 당시 홈페이지의 GIF 배너를 제작하는 용도로 배포되었다. 그로부터 1년 뒤인 2003년 3월 21일에 정식버전인 1.05 버전이 출시되었다. 이후로도 여러 버전을 거쳐 업데이트되어 출시되다가 2005년 7월 5일 1.71 버전을 마지막으로 더 이상 업데이트되지 않고 있다.
알GIF은 일련의 이미지를 불러와 각각의 프레임 안에 배치하고, 프레임 사이에 애니메이션 효과를 적용시키는 방식으로 제작할 수 있는 툴이었다. 기본적으로는 이미지만 불러와 편집해주는 형식이었기 때문에, 이미지 수정이나 글자 추가 등을 프로그램 내에서 작업할 수는 없었고 다른 이미지 편집 프로그램으로 이미지를 미리 작업한 뒤에 불러와야 했다.